# Michał Kwiatkowski
Michał Kwiatkowski (* 2. června 1990) je polský profesionální silniční cyklista jezdící za UCI WorldTeam Ineos Grenadiers.
Kwiatkowski je považován za silného všestranného jezdce díky dobrému sprintu, časovce a vrchařských schopnostem. Vyhrává tak jednodenní i etapové závody. Svůj talent ukázal už na začátku své kariéry, kdy v roce 2008 vyhrál časovku juniorů na mistrovství světa. V roce 2014 Kwiatkowski vyhrál silniční závod na mistrovství světa. O 3 roky později vyhrál svůj první monument, Milán – San Remo a v roce 2018 vyhrál Tirreno–Adriatico a Tour de Pologne.

## Kariéra

### Začátky
Kwiatkowski je dvojnásobným evropským juniorským šampionem, z roku 2007 v silničním závodu a z roku 2008 v časovce. V roce 2009 se stal národním šampionem v silničním závodu do 23 let a také vyhrál etapu na závodu Okolo Slovenska. Profesionálem se stal v roce 2010 s týmem Caja Rural a o rok později se dostal do World Tour díky přestupu do týmu RadioShack. Za svůj nový tým získal třetí místo celkově na Driedaagse van West-Vlaanderen, Driedaagse Brugge–De Panne a Tour du Poitou-Charentes.

### Omega Pharma–Quick-Step (2012–2015)

#### Sezóna 2012
Před sezónou 2012 se Kwiatkowski přesunul do belgického týmu Omega Pharma–Quick-Step. Ve svém novém týmu zaujal vítězstvím v prologu na Driedaagse van West-Vlaanderen. Také získal 2. místo celkově na Tour de Pologne a 8. místo celkově na Eneco Tour.

#### Sezóna 2013
Kwiatkowski začal sezónu ve skvělé formě, kdy získal 2. místo celkově na Volta ao Algarve. Následně získal 4. místo celkově na Tirrenu–Adriaticu a stal se nejlepším mladým jezdcem poté, co prokázal, že patří mezi nejsilnější vrchaře závodu. Dojel čtvrtý v etapě s cílem na Prati di Tivo a získal vedení v celkovém pořadí, avšak další den se ho musel vzdát ve prospěch Chrise Frooma. Kwiatkowski měl také solidní výsledky na jarních klasikách. Na Amstel Gold Race dokončil čtvrtý a o pár dní později získal páté místo na Valonském šípu. V červnu vyhrál poprvé v kariéře seniorský silniční závod na národním šampionátu.
Kwiatkowského skvělá forma mu pomohla k výběru pro účast na Tour de France. V prvním týdnu se stal lídrem soutěže mladých jezdců, avšak v 8. etapě se před něj dostal Nairo Quintana. V 11. etapě, individuální časovce, si Kwiatkowski vybojoval bílý dres zpět, ale v 15. etapě s cílem na Mont Ventoux se musel znovu sklonit před Quintanou. I přesto dojel do cíle na celkovém 11. místě.

#### Sezóna 2014
V roce 2014 Kwiatkowski vyhrál italskou klasiku Strade Bianche, když následoval útok Petera Sagana 20 km před cílem a následně mu ujel na závěrečném stoupání do Sieny. Na klasikách Lutych–Bastogne–Lutych a Valonský šíp získal 3. místo, na klasice Amstel Gold Race dokončil na 5. místě.
V září se Kwiatkowski stal lídrem závodu Kolem Británie po vítězství ve 4. etapě ze sprintu skupinky 6 závodníků. Závod nakonec dojel na celkovém 2. místě a vyhrál bodovací soutěž.
Později toho samého měsíce se Kwiatkowski stal historicky prvním polským vítězem elitního silničního závodu na mistrovství světa v silniční cyklistice. 7 kilometrů před cílem zaútočil ve sjezdu a i přes blížící se stíhací skupinu se mu podařilo udržet si vedoucí pozici a cílovou pásku projel na prvním místě. Prvním závodem v duhovém dresu byl pro Kwiatkowského monument Giro di Lombardia. Závod dokončil na 77. místě.

#### Sezóna 2015

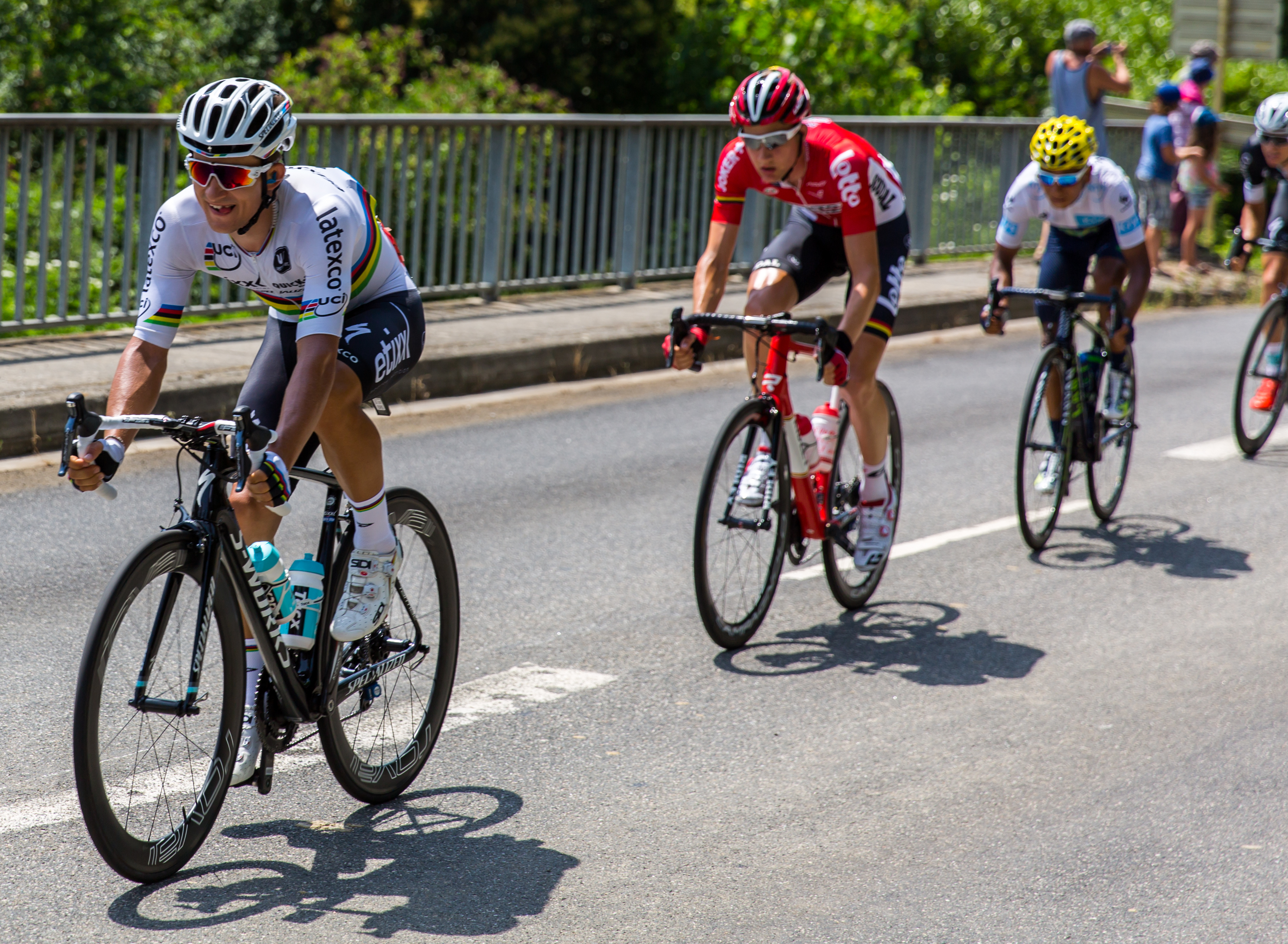
Kwiatkowski na Tour de France 2015.

Jakožto úřadující mistr světa se Kwiatkowski rozhodl svůj začátek sezóny pojmout méně agresivně než o rok dříve a své hlavní cíle si stanovil blíže konci sezóny. Etapové závody Volta ao Algarve a Paříž–Nice použil jako přípravu na klasikářskou sezónu. V obou závodech získal celkové 2. místo. V květnu si Kwiatkowski připsal prestižní vítězství na klasice Amstel Gold Race. Po posledním výjezdu na Cauberg se musel propracovat do malé vedoucí skupinky, v níž byl i obhájce triumfu Philippe Gilbert. Nedaleko od cíle se skupiny spojily a Kwiatkowski všechny ostatní z této patnáctičlenné skupinky porazil ve sprintu o vítězství. Mohl si tak připsat tuto nizozemskou klasiku do seznamu svých úspěchů.
Na Tour de France se Kwiatkowskému nepodařilo získat žádný významný výsledek a závod opustil během 17. etapy.

### Team Sky (2016–současnost)

#### Sezóna 2016
27. září 2015 bylo oznámeno, že se pro sezónu 2016 Kwiatkowski přesune do britské sestavy Team Sky.
Na konci března Kwiatkowski vyhrál svou první dlážděnou klasiku v kariéře, a to E3 Harelbeke poté, co v cíli přesprintoval Petera Sagana, s nímž se odtrhnout z vedoucí skupiny 30 km před cílem. V srpnu byl jmenován na startovní listině Vuelty a España 2016. Společně se svým týmem vyhrál 1. etapu, týmovou časovku, a díky 4. místu ve 2. etapě se Kwiatkowski obléknul do červeného trikotu pro lídra celkového pořadí. Vedení však ztratil následující den a ze závodu odstoupil během 7. etapy kvůli zranění zad. Tím zakončil pro něj složitou sezónu, v níž mu nemoc narušila účast v Ardenských klasikách a vedla k neúčasti na Tour de France.

#### Sezóna 2017

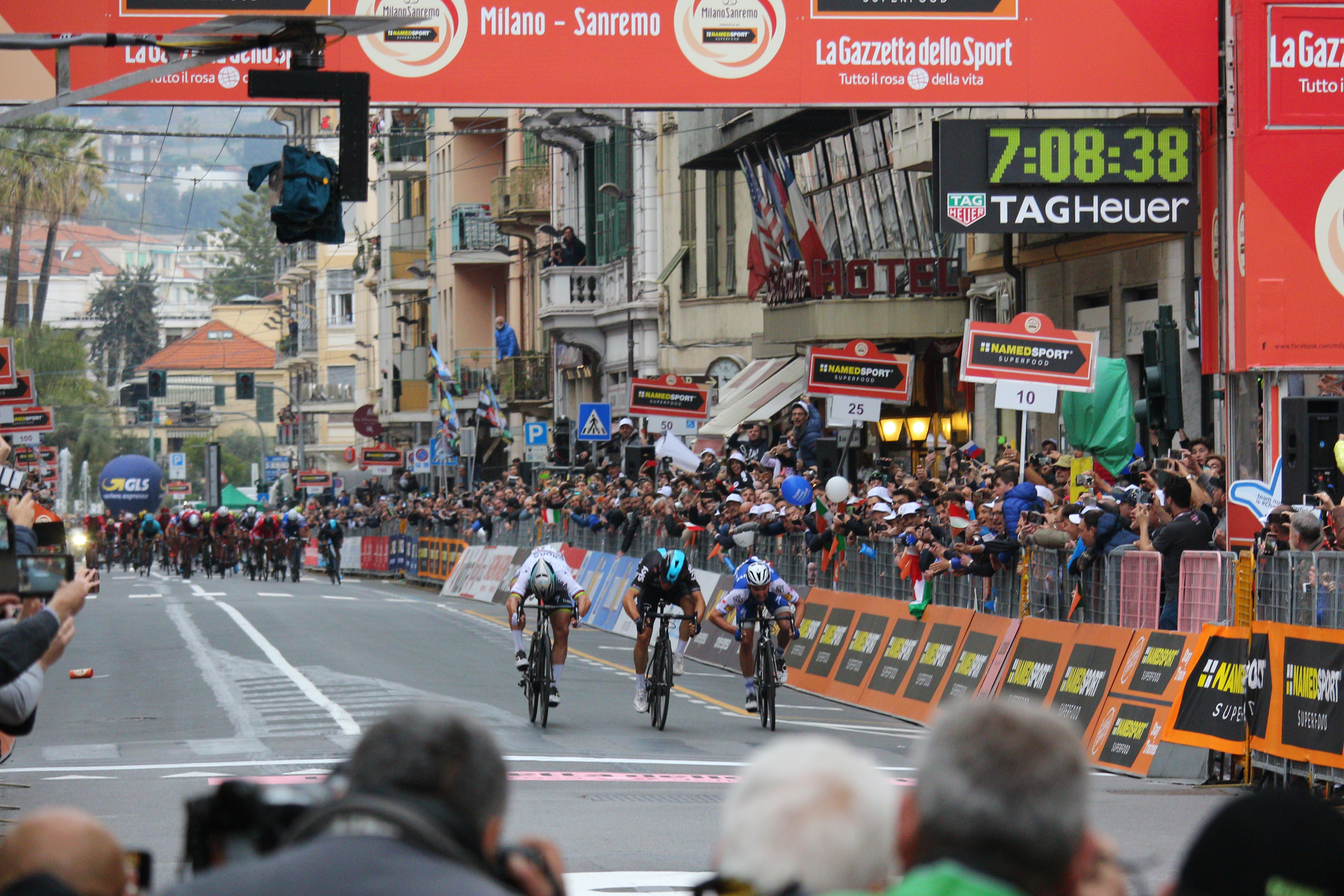
Kwiatkowski v cíli monumentu Milán – San Remo 2017, který vyhrál.

4. března 2017 Kwiatkowski vyhrál jednodenní závod Strade Bianche poté, co zaútočil ze čtyřčlenné skupiny favoritů přibližně 15 km před cílem a byl schopen si sám dojet pro vítězství v Sieně. Stal se tak druhým vícenásobným vítězem tohoto závodu po Fabianu Cancellarovi. Později téhož měsíce vyhrál Kwiatkowski monument Milán – San Remo ve sprintu proti úřadujícímu mistru světa Peteru Saganovi (Bora–Hansgrohe) a Julianu Alaphilippovi (Quick-Step Floors) po společném útoku na Poggiu, závěrečném stoupání dne. Získal tak své první kariérní vítězství na jednom z monumentů. 16. dubna získal Kwiatkowski 2. místo na klasice Amstel Gold Race poté, co byl ve sprintu o triumf poražen Philippem Gilbertem (Quick-Step Floors).
Kwiatkowski byl díky svým úspěchům vybrán do sestavy Teamu Sky pro Tour de France, čímž splnil svůj cíl v týmu zajet si Tour s lídrem týmu Chrisem Froomem. Dařilo se mu hlavně v individuálních časovkách, když získal 8. místo v Düsseldorfu a 2. místo v Marseille. Do paměti fanoušků a médií se však zapsal jako "superdomestik" díky své masivní práci pro Frooma, hlavně ve 14. etapě do Rodezu, v níž svého lídra skvěle nachystal na závěr etapy, a v 15. etapě do Le Puy-en-Velay, v níž obětoval své zadní kolo Froomovi, jenž měl defekt na stoupání Col de Petra Talliade. 29. července Kwiatkowski vyhrál Clásicu de San Sebastián, když v cíli přesprintoval Tonyho Gallopina, Baukeho Mollemu, Toma Dumoulina a týmového kolegu Mikela Landu. O týden později pak podepsal tříleté prodloužení smlouvy s Teamem Sky.

#### Sezóna 2018

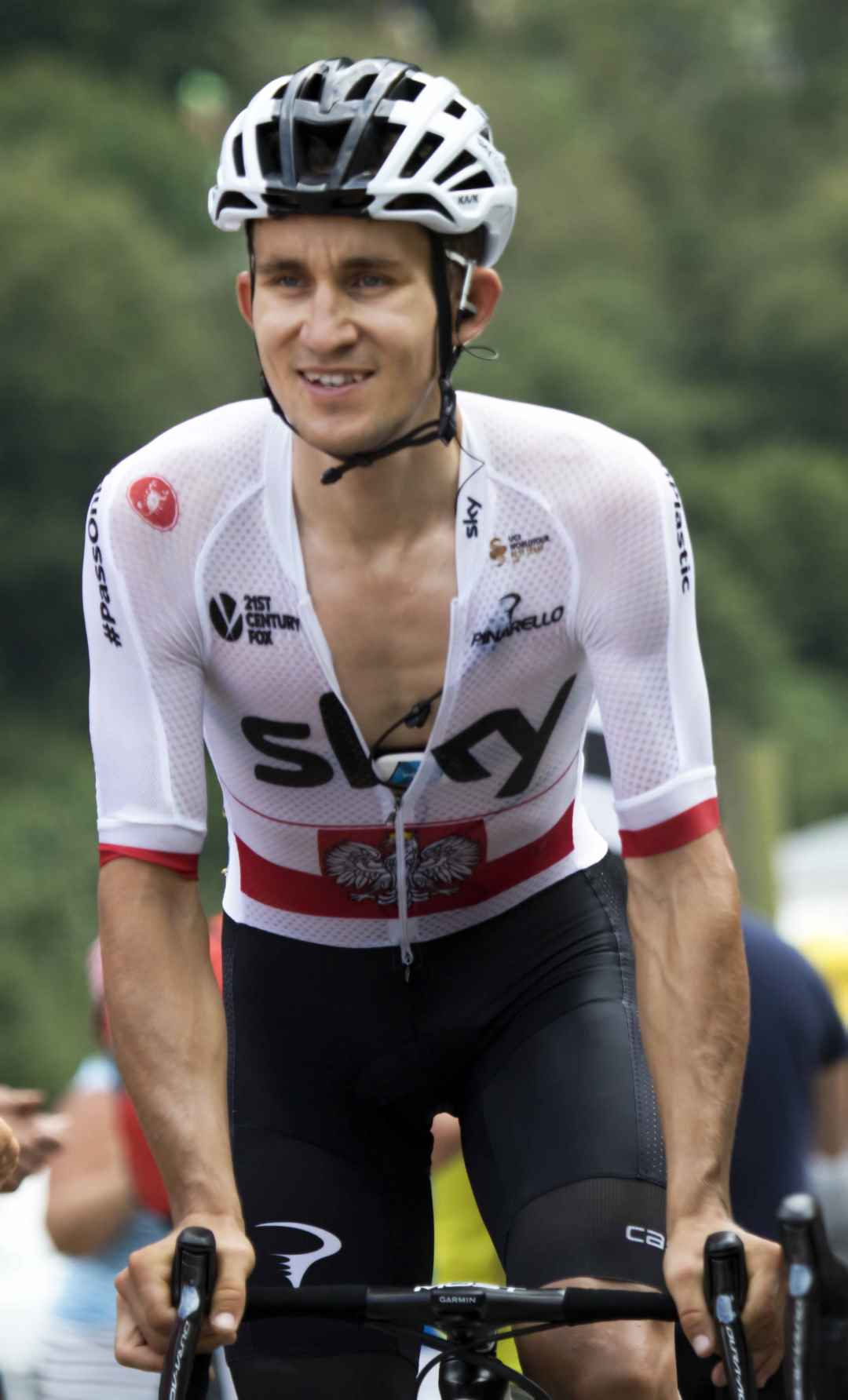
Kwiatkowski na Tour de France 2018.

V únoru se Kwiatkowski zúčastnil etapového závodu Volta ao Algarve, v němž se před poslední etapou pohyboval na celkové 2. příčce za týmovým kolegou Geraintem Thomasem. V poslední etapě se vydal do 31-členného úniku, který se zrodil v úvodních kilometrech závodu. Kwiatkowski si nakonec dojel pro etapové vítězství, díky čemuž se stal celkovým vítězem o minutu a 31 sekund před Thomasem. V březnu Kwiatkowski znovu zbavil Thomase dresu lídra závodu, tentokrát na Tirrenu–Adriaticu. Thomas měl 1,5 km před vrcholem finálního kopce do Sarnana-Sassotetta mechanický problém, kvůli němuž ztratil 34 sekund na Kwiatkowského. Ten se stal novým lídrem závodu. Kwiatkowski si své vedení udržel a závod celkově vyhrál. V červenci hrál Kwiatkowski znovu klíčovou roli v podpoře na Tour de France, čímž napomohl Thomasovi k vítězství a Chrisi Froomovi k celkovému 3. místu. O týden později, na začátku srpna, se Kwiatkowski zúčastnil svého domácího závodu, Tour de Pologne. Podařilo se mu vyhrát 4. etapu s prudkým vrcholovým cílem ve městě Szczyrk a své vedení úspěšně uhájil i v dalších etapách, závod tak celkově vyhrál.

## Hlavní výsledky
2007
Mistrovství Evropy
 vítěz silničního závodu juniorů
 2. místo časovka juniorů
Course de la Paix Juniors
 celkový vítěz
 vítěz bodovací soutěže
 vítěz soutěže mladých jezdců
vítěz 1. etapy
Giro della Lunigiana
10. místo celkově
vítěz 2. etapy
2008
Mistrovství světa
 vítěz časovky juniorů
Mistrovství Evropy
 vítěz časovky juniorů
9. místo silniční závod juniorů
Trofeo Karlsberg
 celkový vítěz
vítěz 1. etapy
Course de la Paix Juniors
 celkový vítěz

### Výsledky na etapových závodech
| Výsledky na Grand Tours        |      |      |      |      |      |      |      |      |      |      |      |      |      |
| Grand Tour                     | 2012 | 2013 | 2014 | 2015 | 2016 | 2017 | 2018 | 2019 | 2020 | 2021 | 2022 | 2023 | 2024 |
| Giro d'Italia                  | 136  | —    | —    | —    | —    | —    | —    | —    | —    | —    | —    | —    | —    |
| Tour de France                 | —    | 11   | 28   | DNF  | —    | 57   | 49   | 83   | 30   | 68   | —    | 49   | 54   |
| Vuelta a España                | —    | —    | —    | —    | DNF  | —    | 43   | —    | —    | —    | —    | —    |      |
| Výsledky na etapových závodech |      |      |      |      |      |      |      |      |      |      |      |      |      |
| Závod                          | 2012 | 2013 | 2014 | 2015 | 2016 | 2017 | 2018 | 2019 | 2020 | 2021 | 2022 | 2023 | 2024 |
| Paříž–Nice                     | —    | —    | —    | 2    | —    | —    | —    | 3    | —    | —    | —    | —    | —    |
| Tirreno–Adriatico              | —    | 4    | 18   | —    | 8    | 27   | 1    | —    | —    | 51   | —    | 90   | 98   |
| Volta a Catalunya              | —    | —    | —    | —    | —    | —    | —    | —    | NS   | —    | DNF  | —    | —    |
| Kolem Baskicka                 | —    | —    | 2    | 8    | —    | 30   | DNF  | DNF  | NS   | —    | —    | —    | DNF  |
| Tour de Romandie               | DNF  | —    | DNF  | —    | DNF  | —    | —    | —    | NS   | —    | —    | —    | —    |
| Critérium du Dauphiné          | —    | DNF  | DNF  | —    | DNF  | 43   | 49   | 29   | DNF  | 68   | DNF  | —    | 32   |
| Tour de Suisse                 | —    | —    | —    | 71   | —    | —    | —    | —    | NS   | —    | —    | 29   | —    |

#### Výsledky na klasikách
| Monument                 | 2011 | 2012 | 2013 | 2014 | 2015 | 2016 | 2017 | 2018 | 2019 | 2020 | 2021 | 2022 | 2023 | 2024 |
| ------------------------ | ---- | ---- | ---- | ---- | ---- | ---- | ---- | ---- | ---- | ---- | ---- | ---- | ---- | ---- |
| Milán – San Remo         | —    | —    | DNF  | DNF  | 67   | 40   | 1    | 11   | 3    | 15   | 17   | 16   | 139  | 54   |
| Kolem Flander            | DNF  | —    | 40   | —    | —    | 27   | —    | 28   | —    | 54   | —    | —    | —    | —    |
| Paříž–Roubaix            | —    | —    | —    | —    | —    | —    | —    | —    | —    | NS   | 70   | 77   | —    | —    |
| Lutych–Bastogne–Lutych   | —    | DNF  | 92   | 3    | 21   | 36   | 3    | 29   | 12   | 10   | 11   | 100  | DNF  | DNF  |
| Giro di Lombardia        | DNF  | —    | DNF  | 77   | 54   | —    | DNF  | —    | —    | —    | —    | —    | —    |      |
| Klasika                  | 2011 | 2012 | 2013 | 2014 | 2015 | 2016 | 2017 | 2018 | 2019 | 2020 | 2021 | 2022 | 2023 | 2024 |
| Strade Bianche           | —    | —    | —    | 1    | —    | 20   | 1    | 30   | —    | 12   | DNF  | —    | 18   | DNF  |
| Dwars door Vlaanderen    | —    | —    | —    | —    | 4    | —    | —    | —    | —    | NS   | —    | —    | —    | —    |
| E3 Harelbeke             | —    | 41   | 82   | —    | —    | 1    | —    | —    | —    | NS   | —    | —    | DNF  | —    |
| Gent–Wevelgem            | 75   | —    | DNF  | —    | —    | —    | —    | —    | —    | DNF  | —    | —    | DNF  | —    |
| Brabantský šíp           | —    | —    | —    | —    | —    | —    | —    | —    | —    | 6    | —    | DNF  | DNF  | —    |
| Amstel Gold Race         | —    | DNF  | 4    | 5    | 1    | DNF  | 2    | 31   | 11   | NS   | 8    | 1    | 72   | 35   |
| Valonský šíp             | —    | DNF  | 5    | 3    | 33   | —    | 7    | 57   | 16   | 6    | 23   | 92   | 115  | DNF  |
| Clásica de San Sebastián | —    | —    | DNF  | —    | —    | 107  | 1    | —    | —    | NS   | —    | —    | —    |      |

| —   | Nezúčastnil se |
| DNF | Nedokončil     |
| NS  | Nekonalo se    |